# Зене
Зене (пол. Zienie) — село в Польщі, у гміні Гушлев Лосицького повіту Мазовецького воєводства. Населення — 96 осіб (2011).

## Історія
За даними етнографічної експедиції 1869—1870 років під керівництвом Павла Чубинського, у селі проживали лише греко-католики, які розмовляли українською мовою.
У 1975—1998 роках село належало до Білопідляського воєводства.

## Демографія
Демографічна структура станом на 31 березня 2011 року:
|          | Загалом | Допрацездатний вік | Працездатний вік | Постпрацездатний вік |
| -------- | ------- | ------------------ | ---------------- | -------------------- |
| Чоловіки | 49      | 16                 | 27               | 6                    |
| Жінки    | 47      | 13                 | 24               | 10                   |
| Разом    | 96      | 29                 | 51               | 16                   |